# Szyce (Petite-Pologne)
Pour les articles homonymes, voir Szyce.
Szyce est une localité polonaise de la gmina de Wielka Wieś, située dans le powiat de Cracovie en voïvodie de Petite-Pologne.